# Illuminations (album)
Pour les articles homonymes, voir Illumination.
Albums par Carlos Santana
Welcome
(1973) Borboletta
(1974)
Albums par Alice Coltrane
Reflection on Creation and Space
(1973) Eternity
(1975)
Illuminations (1974) est un album en collaboration avec le guitariste Carlos Santana et la pianiste Alice Coltrane, la veuve de John Coltrane. Les musiciens Jack DeJohnette, Dave Holland et Jules Broussard sont venus donner un coup de main respectivement à la batterie, à la basse et au saxophone. Conçu comme un album jazz instrumental qui laisse beaucoup d'espace à l'improvisation de la guitare, du saxophone et des claviers. Pour le guitariste, il s'agit du premier de trois albums - les autres étant Oneness et Swing Of Delight - pour lesquels son nom Sanskrit Devadip Carlos Santana apparaît, ce nom lui a été donné par son gourou Sri Chinmoy. 

## Liste des titres
Toutes les compositions sont de Tom Coster et Carlos Santana, sauf mention contraire.
1. Guru Sri Chinmoy Aphorism - 1:11 - (Guru Sri Chinmoy)
2. Angel of Air - 3:37
3. Angel of Water - 9:55 - (Turiya Alice Coltrane)
4. Bliss: the Eternal Now - 5:33
5. Angel of Sunlight - 14:43
6. Illuminations - 4:18

## Personnel
- Carlos Santana - guitare solo, guitare rythmique, wind chimes (1, 2), guitare (3, 4, 5, 6), cymbales (5)
- Alice Coltrane - harpe (1-4, 6), piano (4), orgue Wurlitzer (5)
- Tom Coster - piano (6), piano électrique (1-3), orgue, cymbales (5)
- James Bond - basse (1, 3, 6)
- Dave Holland : basse acoustique (1-3, 5)
- Murray Adler - violon (1-3, 5)
- Ron Folsom - violon (1-3, 5)
- Nathan Kaproff - violon (1-3, 5)
- Gordon Marron - violon (1-3, ,5)
- Charles Veal - violon (1-3, 5)
- Marilyn Baker - alto (1, 2, 3, 5)
- Meyer Bello -   alto (1, 2, 3, 5)
- David Schwartz - alto (1, 2, 3, 5)
- Rollice Dale -  alto (1, 2, 3, 5)
- Allan Harshman - alto (1, 2, 3, 5)
- Myra Kestenbaum - alto (1, 2, 3, 5)
- Anne Goodman - violoncelle (1, 2, 3, 5)
- Glenn Grab - violoncelle (1, 2, 3, 5)
- Jackie Lustgarten : violoncelle (1, 2, 3, 5)
- Fred Seykora - violoncelle (1, 2, 3, 5)
- Jules Broussard - flûte (1, 2), saxophone soprano (3, 5)
- Jack DeJohnette - cymbales (1, 2), batterie (5)
- Armando Peraza - congas (5)
- Phil Ford - tabla (5)